# Pianoconcert (Tüür)
Erkki-Sven Tüür voltooide in 2006 zijn enige Pianoconcert.
De opdracht voor dit werk kwam van het Radiosymfonieorkest Frankfurt. Genoemd orkest onder leiding van Paavo Järvi gaf dan ook aldaar in de Alte Oper de première van dit werk tijdens een concert op 22 november 2006, waarbij als solist Thomas Larcher optrad. 
Het pianoconcert kent de klassieke drieledige opzet, de delen kregen alleen I, II en III mee in de tempi snel, langzaam snel. Tüür wilde met dit werk de nadruk leggen op het “normale” pianospel, alleen de toetsen worden beroerd. Er is dus geen sprake van geprepareerde of elektronisch versterkte piano. Het concert begint op de laagste C van de piano, van waaruit zich een modern pianoconcert uitvouwt in de vectorstijl, de eigen stijl van Tüür. In deel 1 vindt een accelerando plaats vanuit die laagste toon, waarbij motieven bewegen tussen solist en orkest. Deel 2 is het langzame en rustige deel, koperblazers worden tijdelijk gespaard. Een nieuwe climax volgt, waarna er wederom een rustige periode aanbreekt met de solist alleen begeleid door bekkens en contrabassen. In het begin van deel 3 zit een korte cadens gevolgd door een opbouw, die met haar vele syncopen herinnert aan de freejazz die de componist ooit zelf beoefende. Vervolgens wordt naar het slot toegewerkt, maar de componist draait plotseling de decibelkraan dicht; een anticlimax met wegstervende muziek vormt het slot. Tüür omschreef het als zijnde een schreeuw die omslaat in gebed.    
Orkestratie:
- solopiano
- 2 dwarsfluiten, 2 hobo’s, 3 klarinetten, 2 fagotten
- 4 hoorns, 3 trompetten, 3 trombones, 1 tuba
- pauken, 2 man/vrouw percussie
- violen, altviolen, celli, contrabassen